# Khövsgöl (provins)
Khövsgöl (mongolsk: Хөвсгөл аймаг, tr. Khövsgöl ajmag) er en provins i det nordlige Mongoliet. Den har totalt 119 063 indbyggere (2000) og et areal på 100 600 km². Provinshovedstaden er Mörön.

## Administrativ inddeling
Provinsen er inddelt i 23 distrikter (sum): Alag-Erdene, Arbulag, Bayanzürkh, Bürentogtokh, Chandmani-Öndör, Erdenebulgan, Galt, Ikh-Uul, Jargalant, Khankh, Mörön, Rashaant, Renchinlkhümbe, Shine-Ider, Tarialan, Tömörbulag, Tosontsengel, Tsagaannuur, Tsagaan-Uul, Tsagaan-Üür, Tsetserleg, Tünel og Ulaan-Uul.